# Айрапетян, Ваагн (футболист)
Ваагн Айрапетян (род. 14 июня 1997, Капан, Сюникская область) — армянский футболист, полузащитник клуба «Сюник».

## Клубная карьера
Воспитанник армянского клуба «Пюник». 10 августа 2014 года в матче против клуба «Гандзасар» Капан дебютировал в чемпионете Армении.
В июле 2022 года перешёл в армянский клуб «Ноа».
В апреле 2023 года подписал контракт с клубом «Акжайык».

## Клубная статистика
| Игровая карьера | Игровая карьера | Игровая карьера | Лига | Лига | Кубок | Кубок | Межд. | Межд. | СК | СК |
| --------------- | --------------- | --------------- | ---- | ---- | ----- | ----- | ----- | ----- | -- | -- |
| 2018/19         | Пюник           | А               | 13   | 0    | 2     | 0     | 6     | 0     | —  | —  |
| 2019/20         | Алашкерт        | А               | 22   | 1    | —     | —     | 4     | 0     | 1  | 0  |
| 2020/21         | Алашкерт        | А               | 1    | 0    | —     | —     | —     | —     | —  | —  |
| 2021/22         | Кайрат          | В               | 16   | 0    | —     | —     | —     | —     | —  | —  |
| 2022/23         | Ноа             | А               | 18   | 0    | 1     | 0     | —     | —     | —  | —  |
| 2023            | Акжайык         | Б               | 25   | 0    | 2     | 0     | —     | —     | —  | —  |